# Corinna Milborn

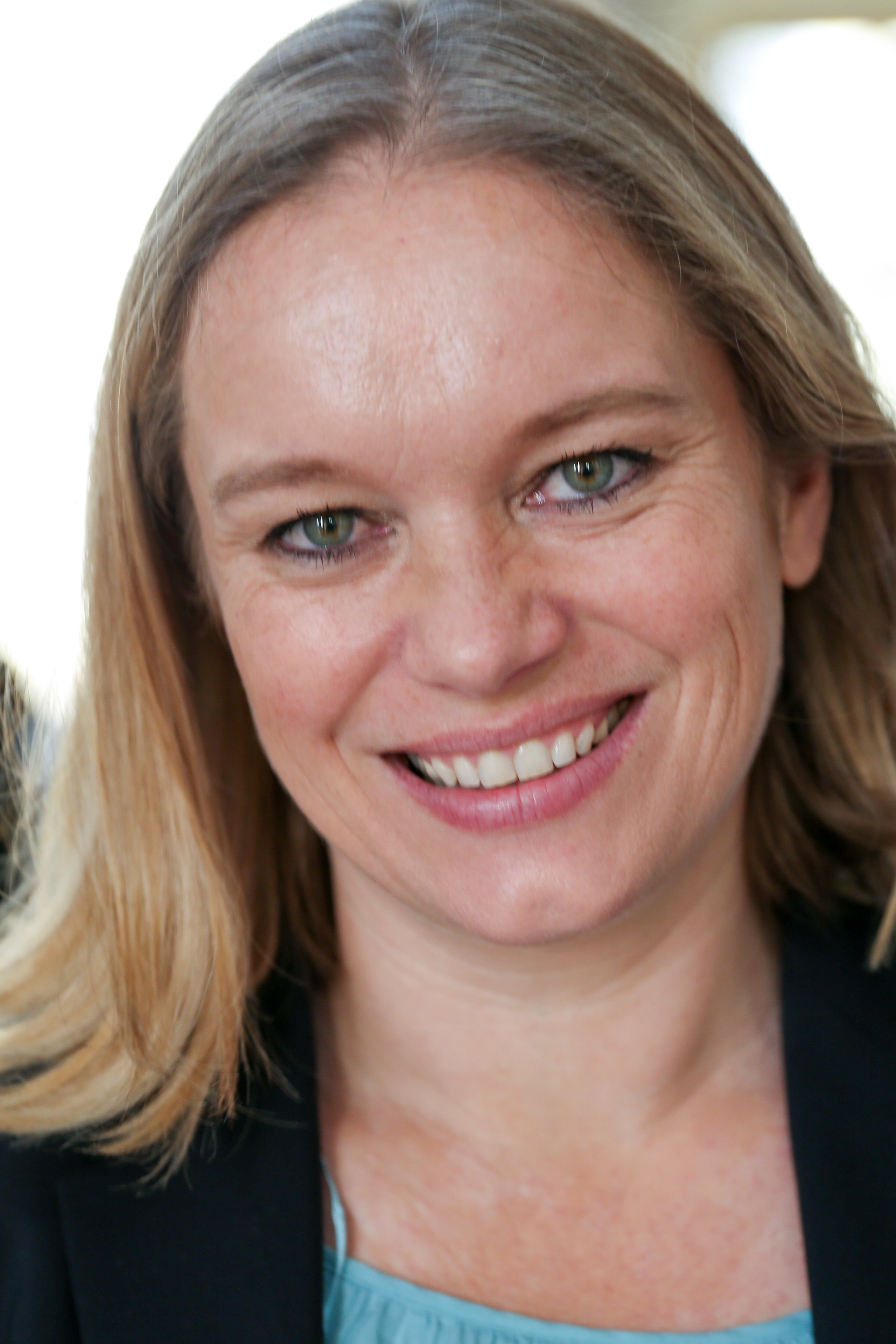
Corinna Milborn beim AGTT Screenforce Day 2016

Corinna Milborn (* 19. Dezember 1972 in Innsbruck) ist eine österreichische Journalistin.

## Leben
Milborn verbrachte ihre Kindheit und Schulzeit in Italien, Österreich, Frankreich und den USA. 1991 schloss sie das Akademische Gymnasium Innsbruck mit Matura ab. Von 1991 bis 1997 studierte sie Geschichte, Politikwissenschaft und Entwicklungspolitik in Wien, Granada und Guatemala. 1995 und 1996 war sie Menschenrechtsbeobachterin in Guatemala. Von 1998 bis 2002 fungierte sie als WWF-Pressesprecherin und Expertin für Globalisierungsfragen.
Ab 2003 arbeitete sie als Journalistin, Autorin, Chefredakteurin der Menschenrechtszeitschrift „liga“ und als Politikredakteurin beim österreichischen Nachrichtenmagazin Format. 2007 bis Juni 2012 war sie Gastgeberin der ORF-Diskussionssendung Club 2. Von Anfang 2010 bis September 2012 war sie stellvertretende Chefredakteurin bei News. Seit Oktober 2012 ist sie Moderatorin von „Pro und Contra – Der AustriaNews Talk“ auf dem österreichischen Privatsender Puls 4.
Seit Mai 2013 ist sie Informationsdirektorin der Sendergruppe der ProSiebenSat.1Puls 4 GmbH. Sie ist verantwortlich für die Sendungen Café Puls, die Puls 4 News auf ProSieben, Sat1 und Puls 4 sowie die Diskussionssendung „Pro und Contra“, die sie auch moderiert.
Außerdem führt sie die politischen Interviews und moderierte die „Wahlarena“ zu den Bundespräsidentschaftswahlen 2016, der Wien-Wahl 2015, der EU-Wahl 2014 und das „Kanzlerduell“ zu den Nationalratswahlen 2013 als auch die Wahldebatten zur vorgezogenen Nationalratswahl 2017.
In der Spielzeit 2013/14 des Burgtheaters wirkte sie als Moderatorin beim Projekt Die letzten Zeugen von Doron Rabinovici und Matthias Hartmann mit. Seit Herbst 2015 kuratiert und moderiert sie die von Peter Turrini und Herbert Föttinger ins Leben gerufene Diskurs-Reihe zeit.punkt Josefstadt am Theater in der Josefstadt in Wien.
Im Juli 2018 moderierte sie die letzte Sendung vor einem Sabbatical, aus dem sie im Jänner 2019 zurückkehrte.
Corinna Milborn lebt in Wien.

## Auszeichnungen
- 2006: Anerkennungspreis im Rahmen des Bruno-Kreisky-Preis für das politische Buch, Gestürmte Festung Europa[3]
- 2008: Concordia-Preis für Menschenrechte[4]
- 2009: Zweiter Platz des „European Journalist Award for Excellence in Journalism“, gemeinsam mit Mary Kreutzer für den Der-Standard-Artikel „Business mit der Ware Frau“, verliehen von der Deutschen Stiftung Weltbevölkerung[5]
- 2014: Wiener Journalistinnenpreis[6]
- 2016: Humanitätspreis des Roten Kreuzes aus der Heinrich-Treichl-Stiftung[7]
- 2017: Robert-Hochner-Preis[8]
- 2017: Journalistin des Jahres (Hauptpreis) und Chefredakteurin des Jahres[9][10]
- 2018: Chefredakteurin des Jahres[11]
- 2019: Medienlöwin (Gold)[12]
- 2020: Chefredakteurin des Jahres[13]
- 2022: Romy – Preis der Jury[14]
- 2022: Axel-Corti-Preis[15]
- 2023: Chefredakteurin des Jahres[16]

## Schriften
- Markus Stumpf, Renate Sova, Manfred Bürstmayr und Corinna Milborn (Hg.): Guatemala: Ein Land auf der Suche nach Frieden. Politik – Geschichte – Kultur – Begegnungen. Brandes & Apsel, Frankfurt am Main 2002, ISBN 3-86099-755-6
- Waris Dirie/Corinna Milborn: Schmerzenskinder. 2005, ISBN 3-547-71067-7
- Corinna Milborn: Gestürmte Festung Europa. 2006, ISBN 3-596-17986-6
- Mary Kreutzer / Corinna Milborn: Ware Frau. Auf den Spuren moderner Sklaverei von Afrika nach Europa. 2008, ISBN 3-902404-57-4
- Natascha Kampusch mit Corinna Milborn und Heike Gronemeier: 3096 Tage. List, 2010, ISBN 3-471-35040-3
- Erwin Wagenhofer: Let's Make Money. Kino-Dokumentarfilm, 2008 (Buch, Recherche)
- Hubert Canaval: Macht Energie. Kino-Dokumentarfilm, 2014 (Drehbuch, Recherche)
- Change the Game: Wie wir uns das Netz von Facebook und Google zurückerobern, gemeinsam mit Markus Breitenecker, Brandstätter Verlag, Wien 2018, ISBN 978-3-7106-0267-2